# Oligoaeschna zambo
Oligoaeschna zambo är en trollsländeart som beskrevs av James George Needham och Gyger 1937. Oligoaeschna zambo ingår i släktet Oligoaeschna och familjen mosaiktrollsländor. Inga underarter finns listade i Catalogue of Life.